# 1296. п. н. е.

## Догађаји
- Битка код Кадеша, између Египћана, које је предводио Рамзес II, и Хетита, које је предводио краљ Муватали. Ово је прва битка у историји која се може реконструисати. Рамзес после битке одустаје од покоравања Хетита.